# Doffing, Texas
Doffing là một nơi ấn định cho điều tra dân số (CDP) thuộc quận Hidalgo, tiểu bang Texas, Hoa Kỳ. Năm 2010, dân số của nơi này là 5091 người.

## Dân số
- Dân số năm 2000: 4256 người.
- Dân số năm 2010: 5091 người.